# Тихомиров, Валериан Андреевич
Валериан Андреевич Тихомиров — советский хозяйственный и политический деятель.

## Биография
Родился в 1911 году в Нижнем Новгороде. Член КПСС.
Окончил Горьковский индустриальный институт.
С 1940 года — на хозяйственной, общественной и политической работе: инженер Горьковской ГРЭС.
Участник Великой Отечественной войны: начальник штаба 131-го отдельного дорожно-строительного батальона
В 1946—1949 гг. — начальник цеха, секретарь партбюро на заводе № 558.
В 1949—1963 гг. — второй, первый секретарь Ждановского райкома ВКП(б) города Горького, секретарь парткома завода «Красное Сормово», заведующий отделом, секретарь Горьковского обкома КПСС.
В 1963—1964 гг. — второй секретарь Горьковского промышленного обкома КПСС.
В 1964—1968 гг. — второй секретарь Горьковского обкома КПСС.
В 1968—1974 гг. — первый заместитель председателя Горьковского облисполкома.
Депутат Верховного Совета РСФСР 6-го и 7-го созывов. Делегат XXII и XXIII съездов КПСС.
Умер в 1990 году в Нижнем Новгороде.